# بيتر مارس
بيتر مارس (بالإنجليزية: Peter Mars)‏ هو فنان أمريكي، ولد في 1959 في بورتلاند في الولايات المتحدة.

## وصلات خارجية
- الموقع الرسمي